# Куперовское орнитологическое общество
Куперовское орнитологическое общество (англ. Cooper Ornithological Society, COS) — некоммерческая организация, которая объединяет более 2000 учёных и любителей-орнитологов со всего мира. Одно из крупнейших и самых влиятельных орнитологических обществ.
Организация была основана 22 июня 1893 года в городе Сан-Хосе в Калифорнии, США, небольшой группой лиц и организаций, которые были заинтересованы в изучении птиц, как Куперовский орнитологический клуб (англ. Cooper Ornithological Club). Общество было названо в честь американского хирурга и натуралиста, биолога, доктора Джеймса Грейама Купера. В мае 1952 года клуб был переименован в Куперовское орнитологическое общество, чтобы точно отразить академическую и научную направленность организации. 11 октября 2016 года Куперовское орнитологическое общество слилось с другой крупной организацией — Американским орнитологическим союзом. Таким образом было создано Американское орнитологическое общество.
Куперовское орнитологическое общество ставило целью поощрять и поддерживать научные исследования птиц, распространять в обществе интерес к орнитологии, поощрять и поддерживать охрану и сохранение птиц и диких животных в целом, способствовать распространению научных знаний по орнитологии посредством публикаций, конференций и прямого общения между учёными-орнитологами.
С 1899 года издавало орнитологический журнал The Condor. Общество проводило ежегодную награду Loye and Alden Miller Research Award, которая выдавалась учёным за их вклад в орнитологические исследования. Американское орнитологическое общество продолжило издавать журнал The Condor и вручать премию Миллеров.